# Championnat des clubs caribéens de la CONCACAF 2021
Navigation
Édition précédente Édition suivante
Le Championnat des clubs caribéens de la CONCACAF 2021 est la vingt-troisième édition de cette compétition. Organisée par la CONCACAF, elle voit s'affronter les meilleures équipes des championnats professionnels de l'Union caribéenne de football (UCF ou CFU). Au printemps, le Caribbean Club Shield qui rassemble les meilleures équipes des championnats professionnels est repoussé puis finalement annulé en raison de la pandémie de Covid-19 à Curaçao. Onze des quatorze équipes participantes au Caribbean Club Shield acceptent ainsi d'être reversées en Championnat des clubs caribéens.
Le vainqueur du tournoi se qualifie pour la Ligue des champions de la CONCACAF 2022 tandis que le finaliste accède aux huitièmes de finale de la Ligue de la CONCACAF 2021 et les demi-finalistes vaincus au tour préliminaire de cette même compétition.

## Participants
Parmi les 31 associations membres de l'Union caribéenne de football, seules quatre disposent d'un championnat professionnel selon les critères de la CONCACAF. Ainsi, les vingt-sept autres associations peuvent présenter une équipe en Caribbean Club Shield. Pour cette édition, quatorze clubs disputent la compétition. Après l'annulation de la compétition, douze des quatorze équipes acceptent d'être reversées en Championnat des clubs caribéens. De ces équipes, Hope International ne s'ajoute à la compétition que début mai tandis que le Racing Club Aruba et le Platinum FC se retirent officiellement juste avant le début de la phase de groupes.
| Nation                                 | Club                        | Méthode de qualification                                                           |
| Équipes professionnelles participantes |                             |                                                                                    |
| République dominicaine                 | O&M                         | Champion de République dominicaine 2020                                            |
| République dominicaine                 | Delfines del Este           | Vice-champion de République dominicaine 2020                                       |
| Haïti                                  | AS Cavaly                   | Meilleure équipe au classement cumulé du championnat d'Haïti en 2019-2020          |
| Haïti                                  | Don Bosco                   | Deuxième meilleure équipe au classement cumulé du championnat d'Haïti en 2019-2020 |
| Équipes amateures participantes        |                             |                                                                                    |
| Bonaire                                | Real Rincon                 | Champion de Bonaire 2018-2019                                                      |
| Curaçao                                | RKSV Scherpenheuvel         | Champion de Curaçao 2019-2020                                                      |
| Guadeloupe                             | AS Gosier                   | Champion de Guadeloupe 2019-2020                                                   |
| Guyane                                 | Olympique de Cayenne        | Champion de Guyane 2019-2020                                                       |
| Martinique                             | Samaritaine de Sainte-Marie | Champion de la Martinique 2019-2020                                                |
| Porto Rico                             | Metropolitan FA             | Champion de Porto Rico 2018-2019                                                   |
| Saint-Vincent-et-les-Grenadines        | Hope International          | Champion de Saint-Vincent-et-les-Grenadines 2019-2020                              |
| Sint Maarten                           | Flames United               | Champion de Sint-Maarten 2019-2020                                                 |
| Suriname                               | Inter Moengotapoe           | Champion du Suriname 2018-2019                                                     |

Associations ne présentant pas d'équipe à cette compétition après annulation
- Aruba[note 9]
- Dominique[note 10]
- Jamaïque[note 11]
- Sainte-Lucie[note 12]

Associations n'ayant pas inscrit d'équipe à cette compétition
- Trinité-et-Tobago[note 13]

| Guyane et Suriname: Olympique de Cayenne Inter Moengotapoe Real Rincon Scherpenheuvel AS Gosier Samaritaine Metropolitan Hope International Flames United O&M Delfines del Este Cavaly Don Bosco |

## Tirage au sort
Après expansion du tournoi en raison du transfert des équipes du Caribbean Club Shield 2021 au championnat caribéen, le tirage au sort des groupes a été réalisé le 23 avril 2021 au siège de la CONCACAF à Miami. Les quinze équipes sont divisées en quatre groupes, trois de quatre clubs et un de trois clubs. Les équipes têtes de série sont les équipes professionnelles de République dominicaine et d'Haïti qui sont chacune assignées à un groupe différent. Les équipes du Caribbean Club Shield sont toutes ajoutées dans le nouveau chapeau 2 et réparties dans les groupes selon le tirage au sort.
Après deux désistements et un ajout d'équipe, le nombre de clubs inscrits passe à quatorze et une restructuration des groupes est effectuée le 14 mai pour maintenir un minimum de trois équipes dans chaque groupe.
| Équipe            |
| ----------------- |
| Universidad O&M   |
| Delfines del Este |
| AS Cavaly         |
| Don Bosco         |

| Équipe                      |
| --------------------------- |
| Racing Club Aruba           |
| Real Rincon                 |
| RKSV Scherpenheuvel         |
| South East FC               |
| Olympique de Cayenne        |
| AS Gosier                   |
| Samaritaine de Sainte-Marie |
| Metropolitan FA             |
| Platinum FC                 |
| Flames United               |
| Inter Moengotapoe           |

## Phase de groupes
Seuls les premiers de chaque groupe sont qualifiés pour la suite de la compétition.
Les matchs se jouent en République dominicaine.

### Groupe A
| Rang | Équipe            | Pts | J | G | N | P | Bp | Bc | Diff |  | Résultats (▼ dom., ► ext.) |  |     |      |
| ---- | ----------------- | --- | - | - | - | - | -- | -- | ---- |  | -------------------------- |  | --- | ---- |
| 1    | Inter Moengotapoe | 4   | 2 | 1 | 1 | 0 | 13 | 1  | +12  |  | Inter Moengotapoe          |  | 1-1 | 12-0 |
| 2    | O&M               | 4   | 2 | 1 | 1 | 0 | 12 | 2  | +10  |  | O&M                        |  |     | 11-1 |
| 3    | Flames United     | 0   | 2 | 0 | 0 | 2 | 1  | 23 | -22  |  | Flames United              |  |     |      |

### Groupe B
| Rang | Équipe            | Pts | J | G | N | P | Bp | Bc | Diff |  | Résultats (▼ dom., ► ext.) |  |     |      |
| ---- | ----------------- | --- | - | - | - | - | -- | -- | ---- |  | -------------------------- |  | --- | ---- |
| 1    | Metropolitan FA   | 6   | 2 | 2 | 0 | 0 | 7  | 0  | +7   |  | Metropolitan FA            |  | 3-0 | 4-0  |
| 2    | Delfines del Este | 3   | 2 | 1 | 0 | 1 | 10 | 3  | +7   |  | Delfines del Este          |  |     | 10-0 |
| 3    | Real Rincon       | 0   | 2 | 0 | 0 | 2 | 0  | 14 | -14  |  | Real Rincon                |  |     |      |

### Groupe C
| Rang | Équipe                      | Pts     | J       | G       | N       | P       | Bp      | Bc      | Diff    |  | Résultats (▼ dom., ► ext.)  |  |     |     |
| ---- | --------------------------- | ------- | ------- | ------- | ------- | ------- | ------- | ------- | ------- |  | --------------------------- |  | --- | --- |
| 1    | Samaritaine de Sainte-Marie | 4       | 2       | 1       | 1       | 0       | 5       | 3       | +2      |  | Samaritaine de Sainte-Marie |  | 2-2 | 3-1 |
| 2    | Don Bosco                   | 4       | 2       | 1       | 1       | 0       | 3       | 2       | +1      |  | Don Bosco                   |  |     | 1-0 |
| 3    | AS Gosier                   | 0       | 2       | 0       | 0       | 2       | 1       | 4       | -3      |  | AS Gosier                   |  |     |     |
| 0    | South East                  | Forfait | Forfait | Forfait | Forfait | Forfait | Forfait | Forfait | Forfait |  |                             |  |     |     |

### Groupe D
| Rang | Équipe               | Pts | J | G | N | P | Bp | Bc | Diff |  | Résultats (▼ dom., ► ext.) |  |     |     |     |
| ---- | -------------------- | --- | - | - | - | - | -- | -- | ---- |  | -------------------------- |  | --- | --- | --- |
| 1    | AS Cavaly            | 9   | 3 | 3 | 0 | 0 | 10 | 1  | +9   |  | AS Cavaly                  |  | 3-0 | 2-1 | 5-0 |
| 2    | RKSV Scherpenheuvel  | 6   | 3 | 2 | 0 | 1 | 6  | 5  | +1   |  | RKSV Scherpenheuvel        |  |     | 3-1 | 3-1 |
| 3    | Hope International   | 3   | 3 | 1 | 0 | 2 | 6  | 6  | 0    |  | Hope International         |  |     |     | 2-1 |
| 4    | Olympique de Cayenne | 0   | 3 | 0 | 0 | 3 | 2  | 12 | -10  |  | Olympique de Cayenne       |  |     |     |     |

## Phase finale
Les matchs se jouent en République dominicaine. Le vainqueur du tournoi se qualifie pour la Ligue des champions de la CONCACAF 2022 tandis que le finaliste accède aux huitièmes de finale de la Ligue de la CONCACAF 2021 et les demi-finalistes vaincus au tour préliminaire de cette même compétition.

### Tableau
|  | Demi-finales                | Demi-finales |                   |   | Finale | Finale |
|  | Demi-finales                | Demi-finales |                   |   | Finale | Finale |
|  |                             |              |                   |   |        |        |
|  |                             |              |                   |   |        |        |
|  |                             |              |                   |   |        |        |
|  | Inter Moengotapoe           | 3            |                   |   |        |        |
|  | Inter Moengotapoe           | 3            |                   |   |        |        |
|  | Metropolitan FA             | 1            |                   |   |        |        |
|  | Metropolitan FA             | 1            | Inter Moengotapoe | 0 |        |        |
|  |                             |              | Inter Moengotapoe | 0 |        |        |
|  |                             | AS Cavaly    | 3                 |   |        |        |
|  | Samaritaine de Sainte-Marie | AS Cavaly    | 3                 | 0 |        |        |
|  | Samaritaine de Sainte-Marie |              |                   | 0 |        |        |
|  | AS Cavaly                   | 2            |                   |   |        |        |
|  | AS Cavaly                   | 2            |                   |   |        |        |

### Demi-finales
| 23 mai 2021 | Inter Moengotapoe                      | 3 - 1   | Metropolitan FA | Stade olympique Félix-Sánchez, Saint-Domingue |                            |
|             | Kastien 53e · Darson 69e · Doorson 86e | (0 - 0) | 90+5e Nieves    | Arbitrage : Rubiel Vásquez                    | Arbitrage : Rubiel Vásquez |
|             | Rapport                                |         |                 | Arbitrage : Rubiel Vásquez                    | Arbitrage : Rubiel Vásquez |

| 23 mai 2021 | Samaritaine de Sainte-Marie | 0 - 2   | AS Cavaly                    | Stade olympique Félix-Sánchez, Saint-Domingue |                            |
|             |                             | (0 - 1) | 30e Jean · 77e (csc) Vitulin | Arbitrage : Oliver Vergara                    | Arbitrage : Oliver Vergara |
|             | Rapport                     |         |                              | Arbitrage : Oliver Vergara                    | Arbitrage : Oliver Vergara |

### Finale
| 25 mai 2021 | Inter Moengotapoe | 0 - 3 | AS Cavaly                   | Stade olympique Félix-Sánchez, Saint-Domingue |
|             |                   |       | 29e Monuma · 47e 77e Gamaël |                                               |
|             | Rapport           |       |                             |                                               |